# Feng Xiaogang
Feng Xiaogang (馮小剛T, 冯小刚S, Féng XiǎogāngP; Pechino, 18 marzo 1958) è un regista, sceneggiatore e attore cinese.
Non solo è il regista dei più grossi successi popolari degli ultimi anni in Cina, ma è anche una delle personalità più versatili del cinema cinese.

## Biografia
Figlio di un professore universitario e di un'infermiera, entra a far parte del Beijing Military Region Art Troupe come scenografo dopo il liceo. Ha iniziato la sua opera cinematografica come art designer al Pechino Television Art Center nel 1985. In seguito ha cominciato a scrivere sceneggiature. Durante questo periodo ha lavorato a stretto contatto con il regista Zheng Xiaolong e lo scrittore Wang Shuo. La popolarità come autore arriva negli anni novanta, quando inizia a sperimentare ed esplorare un nuovo modo di fare commedia. Le sue opere più rappresentative di questo periodo sono The Dream Factory (Jiafané yifang) (1997) e Be There or Be Square (Bu jian bu san) (1998) e Sorry Baby (Mei wan mei liao) (1999).
Il 2000 è l'anno della svolta cinematografica: Feng firma un dramma sul divorzio, Sigh (Yisheng tanti), che ha un successo senza precedenti, e una commedia satirica, Un funerale dell'altro mondo (2001). Negli anni successivi realizza film d'azione come A World Without Thieves (Tianxia wuzei), film di cospirazioni e intrighi di corte The Banquet (Yeyan) (2006), basato sull'Amleto di Shakespeare, ma anche epici film di guerra come Assembly (Jijie hao) (2007), in cui dimostra le sue capacità di dirigere scene di massa complesse così come di raccontare storie dai toni fortemente melodrammatici.
Nel 2008 la sua commedia romantica e sofisticata, If You Are the One (Feichang wurao) batte tutti i record d'incasso e diventa, in Cina, il film di maggior successo di tutti i tempi. Con Aftershock (Tangshan dadizhen), film in 3D sul Terremoto di Tangshan del 1976, Feng unisce abilità tecniche e capacità di comprensione della condizione umana, per realizzare qualcosa di sorprendente sulla scena cinematografica cinese. Nel 2012 riconferma le sue doti nella regia di scene da colossal con Back to 1942, film a sorpresa presentato in concorso al Festival del Film di Roma e, nel 2013, torna al cinema con la commedia Personal Tailor (Si Ren Ding Zhi).

## Filmografia

### Regista
- Jia fang yi fang (1997)
- Be There or Be Square (Bu jian bu san) (1998)
- Sorry Baby (Mei wan mei liao) (1999)
- Sigh (Yisheng tanti) (2000)
- Un funerale dell'altro mondo (大腕S, DawanP) (2001)
- Shou ji (2003)
- A World Without Thieves (Tianxia wuzei) (2004)
- The Banquet (Yeyan) (2006)
- Assembly (Jijie hao) (2007)
- If You Are the One (Feicheng wurao) (2008)
- Aftershock (Tangshan dadizhen) (2010)
- If You Are the One 2 (2010)
- Back to 1942 (1942) (2012)
- Personal Tailor (Si Ren Ding Zhi) (2013)
- I Am Not Madame Bovary (2016)
- Lights of Last Night (2017)
- Youth (2017)
- Only Cloud Knows (2019)
- If You Are the One 3 (2023)

### Attore
- Giorni di sole cocente (Yangguang canlan de rizi), regia di Wen Jiang (1994)
- Jia fang yi fang, regia di Feng Xiaogang (1997)
- Papà (Baba), regia di Shuo Wang (2000)
- Shui shuo wo bu zai hu, regia di Huang Jianxin (2001)
- Kung Fusion (Kung Fu Hustle), regia di Stephen Chow (2004)
- Tung mung kei yuen, regia di Teddy Chan (2005)
- Por see yee, regia di Ho-Cheung Pang (2007)
- Jian guo da ye, regia di Huang Jianxin e Han Sanping (2009)
- True Legend (Su Qi-er), regia di Yuen Wo Ping (2010)
- Rang zi dan fei, regia di Jiang Wen (2010)
- The Monkey King 3D: Uproar in Heaven (Da nao tian gong 3D), regia di Su Da e Chen Zhihong (2012)
- Mr.Six (Lao pao er), regia di Guan Hu (2015)

## Riconoscimenti
- Hundred Flowers Award
  - 1997 – Miglior film per Jia fang yi fang
  - 2001 – Miglior film per Un funerale dell'altro mondo
  - 2003 – Miglior film per Shou ji
  - 2008 – Miglior film per Assembly
  - 2010 – Miglior regia per If You Are the One
- Cairo International Film Festival
  - 2000 – Piramide d'oro per Sigh
- Golden Horse Film Festival
  - 2005 – Golden Horse Award per il miglior adattamento per A World Without Thieves
  - 2015 – Golden Horse Award per il miglior attore per Mr. Six
  - 2016 – Golden Horse Award per il miglior regista per I Am Not Madame Bovary
- Pyongyang International Film Festival
  - 2008 – Miglior film e Miglior regia per Assembly
- Beijing College Student Film Festival
  - 2008 – Miglior film e Migliore regia per Assembly
  - 2016 – Golden Horse Award per il miglior attore per Mr. Six
  - 2017 – Miglior regia per I Am Not Madame Bovary
- Golden Rooster Awards
  - 2008 – Miglior film e Miglior regia per Assembly
  - 2017 – Miglior regia per I Am Not Madame Bovary
- Asia Pacific Screen Awards
  - 2010 – Miglior film per Aftershock
- Hong Kong Film Awards
  - 2012 – Miglior film per 1942
- Festival Internazionale del Cinema di San Sebastián
  - 2016 – Concha de Oro al miglior film per I Am Not Madame Bovary
- Toronto International Film Festival
  - 2016 – FIPRESCI Special Presentations per I Am Not Madame Bovary
- Asian Film Awards
  - 2017 – Asian Film Awards per il miglior film per I Am Not Madame Bovary